# Цезій-137
Це́зій-137, також відомий як радіоце́зій — радіоактивний нуклід хімічного елемента цезію з атомним номером 55 і масовим числом 137.
Утворюється переважно при поділі ядер в ядерних реакторах і ядерній зброї.
Цезій-137 — один з головних компонентів радіоактивного забруднення біосфери. Міститься в радіоактивних осадах, радіоактивних відходах, викидах заводів, які переробляють відходи атомних електростанцій. Інтенсивно сорбується ґрунтом і донними відкладами; у воді перебуває переважно у вигляді іонів. Міститься в рослинах і організмі тварин і людини. Коефіцієнт накопичення 137Cs є найвищим у прісноводних водоростей та арктичних наземних рослин, особливо лишайників. В організмі тварин 137Cs накопичується переважно у м'язах і печінці. Найбільший коефіцієнт накопичення його відмічений у північних оленів і північноамериканських водоплаваючих птахів. Накопичується в грибах, деякі з яких (маслюк, моховик,  хрящ-молочник гірчак, польський гриб) вважаються «акумуляторами» радіоцезію.
Активність одного грама цього нукліда становить приблизно 3,2 ТБк.

## Утворення і розпад
Цезій-137 є дочірнім продуктом β−-розпаду нукліда 137Xe (період напіврозпаду становить 3,818(13) хв):
{\displaystyle \mathrm {{}^{1}{}_{54}^{37}Xe} \rightarrow \mathrm {{}^{1}{}_{55}^{37}Cs} +e^{-}+{\bar {\nu }}_{e}}.
Цезій-137 зазнає бета-розпад (період напіврозпаду 30,17 років), в результаті якого утворюється стабільний ізотоп барію 137Ba:
{\displaystyle \mathrm {{}^{1}{}_{55}^{37}Cs} \rightarrow \mathrm {{}^{1}{}_{56}^{37}Ba} +e^{-}+{\bar {\nu }}_{e}}.
В 94,4 % випадків розпад відбувається з проміжним утворенням ядерного ізомера барію-137 137Bam (його період напіврозпаду становить 2,55 хв), який в свою чергу переходить в основний стан з випромінюванням гамма-кванту з енергією 661,7 кеВ (або конверсійного електрона з енергією 661,7 кеВ, зменшеною на величину енергії зв'язку електрона). Сумарна енергія, що виділяється при бета-розпаді одного ядра цезію-137, становить 1175,63 ± 0,17 кеВ.

## Цезій-137 в навколишньому середовищі

Карта радіаційного забруднення цезієм-137 територій, що межують із Чорнобильською зоною відчуження (станом на 1996 р.)

Викид цезію-137 в навколишнє середовище відбувається в основному в результаті ядерних випробувань і аварій на підприємствах атомної енергетики.

### Радіаційні аварії
- При аварії на Південному Уралі в 1957 р. відбувся тепловий вибух сховища радіоактивних відходів, в результаті якого в атмосферу потрапили радіонукліди з сумарною активністю 74 ПБк, в тому числі 0,2 ПБк 137Cs[5].
- При аварії на реакторі Віндскейлі у Великій Британії в 1957 р. відбувся викид 12 ПБк радіонуклідів, з них 46 ТБк 137Cs[5].
- Технологічний викид радіоактивних відходів підприємства «Маяк» на Південному Уралі в р. Течу[ru] в 1950 р. становив 102 ПБк, в тому числі 137Cs 12,4 ПБк[5].
- Вітрове винесення радіонуклідів із заплави оз. Карачай на Південному Уралі в 1967 р. становило 30 ТБк. На 137Cs припадало 0,4 ТБк[5].
- З метою глибинного зондування земної кори на замовлення міністерства геології СРСР здійснено підземний ядерний вибух 19 вересня 1971 р. біля с. Галкіно в Івановській області. На 18 хвилині після вибуху в метрі від свердловини з зарядом утворився фонтан з води і бруду. В даний час потужність випромінювання становить порядку 3 мілірентген за годину, ізотопи цезій-137 і стронцій-90 продовжують виходити на поверхню.
- В 1986 р. під час аварії на Чорнобильській атомній електростанції (ЧАЕС) із зруйнованого реактора було викинуто 1850 ПБк радіонуклідів, при цьому на  радіоактивний цезій припало 270 ПБк. Поширення радіонуклідів набуло планетарних масштабів. В Україні, Білорусі та Центральному економічному районі Російської Федерації випало більше половини від загальної кількості радіонуклідів, що осіли на території СНД. Середньорічна концентрація цезію-137 в приземному шарі повітря на території СРСР в 1986 році підвищилася до рівня 1963 року (в 1963 р. спостерігалося підвищення концентрації радіоцезію в результаті виконання серії атмосферних ядерних вибухів у 1961–1962 рр.)[6]
- В 2011 р. під час аварії на АЕС Фукусіма-1 із зруйнованого реактора було викинуто значну кількість цезію-137 (агентство по атомній безпеці вважає, що викид радіоактивного цезію-137 з трьох реакторів становив 770 ПБк, оцінки TEPCO в два рази нижчі[7]). Поширення, в основному, відбувається через води Тихого океану.

### Локальні зараження
Відомі випадки забруднення зовнішнього середовища в результаті недбалого зберігання джерел цезію-137 для медичних і технологічних цілей. 
Найвідомішим є інцидент в Гоянії, коли збирачі металобрухту винесли із закинутої лікарні з установки для радіотерапії капсулу, що містила цезій-137 (у вигляді хлориду). Порошок світився блакитним світлом і це привернуло до нього увагу. Протягом більш ніж двох тижнів з радіоактивною речовиною контактували все нові й нові люди, і ніхто з них не знав про пов'язану з ним небезпеку. Радіоактивному зараженню піддалися близько 250 осіб, четверо з них померло.
Інцидент з тривалим опроміненням мешканців одного з будинків цезієм-137 стався у 1980-х роках у Краматорську.

## Біологічна дія
Всередину живих організмів цезій-137 потрапляє переважно через органи дихання й травлення. Хорошу захисну функцію має шкіра (через непошкоджену поверхню шкіри в організм потрапляє лише 0,007 % нанесеного препарату цезію, через обпечену — 20 %; при нанесенні препарату цезію на рану всмоктування 50 % препарату спостерігається протягом перших 10 хв, 90 % всмоктується лише через 3 години). Близько 80 % цезію, що потрапив в організм, накопичується у м'язах, 8 % — у скелеті, решта 12 % розподіляються рівномірно по інших тканинах.
Накопичення цезію в органах і тканинах відбувається до певної межі (за умови його постійного надходження), при цьому інтенсивна фаза накопичення змінюється рівноважним станом, коли вміст цезію в організмі залишається постійним. Час досягнення рівноважного стану залежить від віку й виду тварин. Рівноважний стан у сільськогосподарських тварин досягається приблизно через 10–30 днів, у людини — приблизно через 430 діб.
Цезій-137 виводиться переважно через нирки та кишечник. Через місяць після припинення надходження цезію з організму виводиться близько 80 % введеної кількості, однак при цьому слід відзначити, що в процесі виведення значні кількості цезію повторно всмоктуються в кров у нижніх відділах кишечнику.
Біологічний період напіввиведення накопиченого цезію-137 для людини вважається рівним 70 діб (згідно з даними Міжнародної комісії по радіологічному захисту). Тем не менш, швидкість виведення цезію залежить від багатьох факторів — фізіологічного стану, харчування та ін. (наприклад, наводяться дані про те, що період напіввиведення для п'яти опромінених осіб суттєво відрізнявся і становив 124, 61, 54, 36 і 36 діб).
При рівномірному розподілі цезію-137 в організмі людини з питомою активністю 1 Бк/кг потужність поглинутої дози, за даними різних авторів, змінюється від 2,14 до 3,16 мкГр/рік.
При зовнішньому і внутрішньому опроміненні біологічна ефективність цезію-137 практично однакова (при сумірних поглинутих дозах). Внаслідок відносно рівномірного розподілу цього нукліда в організмі органи і тканини опромінюються рівномірно. Цьому також сприяє висока проникна здатність гамма-випромінювання нукліда 137Bam, який утворюється при розпаді цезію-137: довжина пробігу гамма-квантів у м'яких тканинах людини досягає 12 см.
Розвиток радіаційних уражень в людини можна очікувати при поглинанні дози приблизно 2 Гр і більше. Симптоми багато в чому схожі до симптомів гострої променевої хвороби при гамма-опроміненні: пригнічений стан і слабкість, діарея, зниження маси тіла, внутрішній крововилив. Характерні типові для гострої променевої хвороби зміни в картині крові. Рівням надходження 148, 370 і 740 МБк відповідають легкий, середній та важкий ступені ураження, однак променева реакція відзначається вже при одиницях МБк.
Допомога при радіаційному ураженні цезієм-137 має бути спрямована на виведення нукліда з організму і включає в себе дезактивацію шкірного покриву, промивання шлунка, призначення різних сорбентів (наприклад, сірчанокислого барію, альгінату натрію, полісурміну), а також блювотних, проносних і сечогінних засобів. Ефективним засобом для зменшення всмоктування цезію в кишечнику є сорбент фероціанід, який зв'язує нуклід в незасвоювану форму. Крім того, для прискорення виведення нукліда стимулюють природні видільні процеси, використовують різні комплексоутворювачі (ДТПА, ЕДТА та ін.).

## Отримання
З розчинів, отриманих при переробці радіоактивних відходів ядерних реакторів, 137Cs отримується методами співосадження з гексаціанофератами заліза, нікелю, цинку або фторовольфраматом амонію. Використовують також іонний обмін і екстракцію.

## Застосування
Цезій-137 використовується в гамма-дефектоскопії, вимірювальній техніці, для радіаційної стерилізації харчових продуктів, медичних препаратів і ліків, в радіотерапії для лікування злоякісних пухлин. Також цезій-137 використовується у виробництві радіоізотопних джерел струму, де він використовується у вигляді хлориду цезію (щільність 3,9 г/см³, енерговиділення близько 1,27 Вт/см³). Цезій-137 використовується в датчиках граничних рівнів сипучих речовин (рівнемірах) в непрозорих бункерах.
Цезій-137 має певні переваги перед радіоактивним кобальтом-60: більший період напіврозпаду і менш жорстке гамма-випромінювання. У зв'язку з цим прилади на основі 137Cs довговічніші, а захист від випромінювання менш громіздкий. Однак, ці переваги стають реальними лише при відсутності домішку 134Cs з меншим періодом напіврозпаду і жорсткішим гамма-випромінюванням.